# (5276) Gulkis
(5276) Gulkis est un astéroïde de la ceinture principale.

## Description
(5276) Gulkis est un astéroïde de la ceinture principale. Il fut découvert le 1er avril 1987 à l'observatoire Palomar par Eleanor Francis Helin. Il présente une orbite caractérisée par un demi-grand axe de 2,58 UA, une excentricité de 0,17 et une inclinaison de 11,9° par rapport à l'écliptique.

## Compléments